# Oberste Heeresleitung

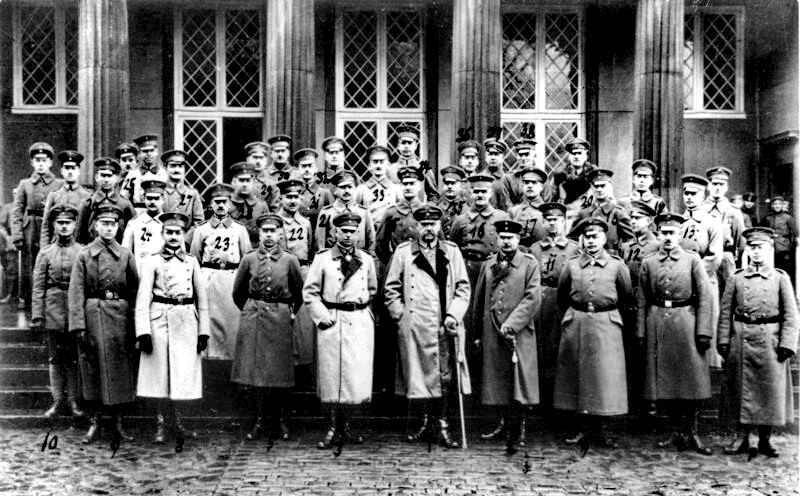
De Oberste Heeresleitung bij het Schloss Wilhelmshöhe (november 1918)

De Oberste Heeresleitung (OHL) was het opperbevel van het Duitse keizerlijke leger tijdens de Eerste Wereldoorlog. Na twee jaar strijd trok het alle macht naar zich toe in het kader van de volledige inschakeling van de Duitse economie voor de meerfrontenoorlog. Hierbij werden keizer Wilhelm II en de Rijksdag tot instemmingsmachines gedegradeerd, terwijl alleen de onafhankelijke socialisten van de USPD nog tegengas boden.
De OHL zetelde, in de laatste periode van de oorlog, in het Belgische Spa. Om niet de schuld van de nederlaag in 1918 te krijgen verzocht ze de keizer af te treden en naar Nederland te vluchten om politiek asiel aan te vragen; tegelijkertijd moest de voorlopige revolutionaire burgerregering onder leiding van Friedrich Ebert de vredesonderhandelingen openen. Dat leidde tot het ontstaan van de dolkstootlegende.
Paul von Hindenburg en Erich Ludendorff waren de laatsten die de OHL leidden.